# Волгоградский историко-технический музей мер и весов
Музей мер и весов Волгоградского завода весоизмерительной техники — музей в Волгограде, посвящённый истории российского и зарубежного весостроения. Музей находится на шоссе Авиаторов 11А в Дзержинском районе Волгограда.

## История создания
Историко-технический Музей мер и весов создан на базе ООО «Волгоградский завод весоизмерительной техники». Начало коллекции было положено в 1990-х годах. На протяжении многих лет собрание развивалось в стенах завода, не имея официального статуса и оставаясь закрытым для посетителей. 29 декабря 2009 года был подписан приказ о создании на предприятии Музея мер и весов, после чего коллекция была перенесена в офис управляющей компании и просмотр стал доступен всем желающим. С 2012 года Волгоградский музей мер и весов является действительным членом Международной ассоциации коллекционеров антикварных весов (ISASC(E)).

## Цели
По сути, Волгоградский музей мер и весов является музеем предприятия. Однако его коллекция выходит за рамки общепринятого представления о заводском музее, преследуя своей целью сохранение, изучение и популяризацию мировой истории весов как одного из важнейших и древнейших изобретений человечества.😋

## Коллекция
В 2012 году количество экспонатов Музея мер и весов превысило отметку в 2000 предметов. В числе экспонатов, датированных XII—XX веками, представлены весы, безмены, гири, документы, книги, фотографии. Наряду со старинными образцами российского производства в экспозиции музея также представлены подлинные метрологические предметы со всего мира.

## Галерея

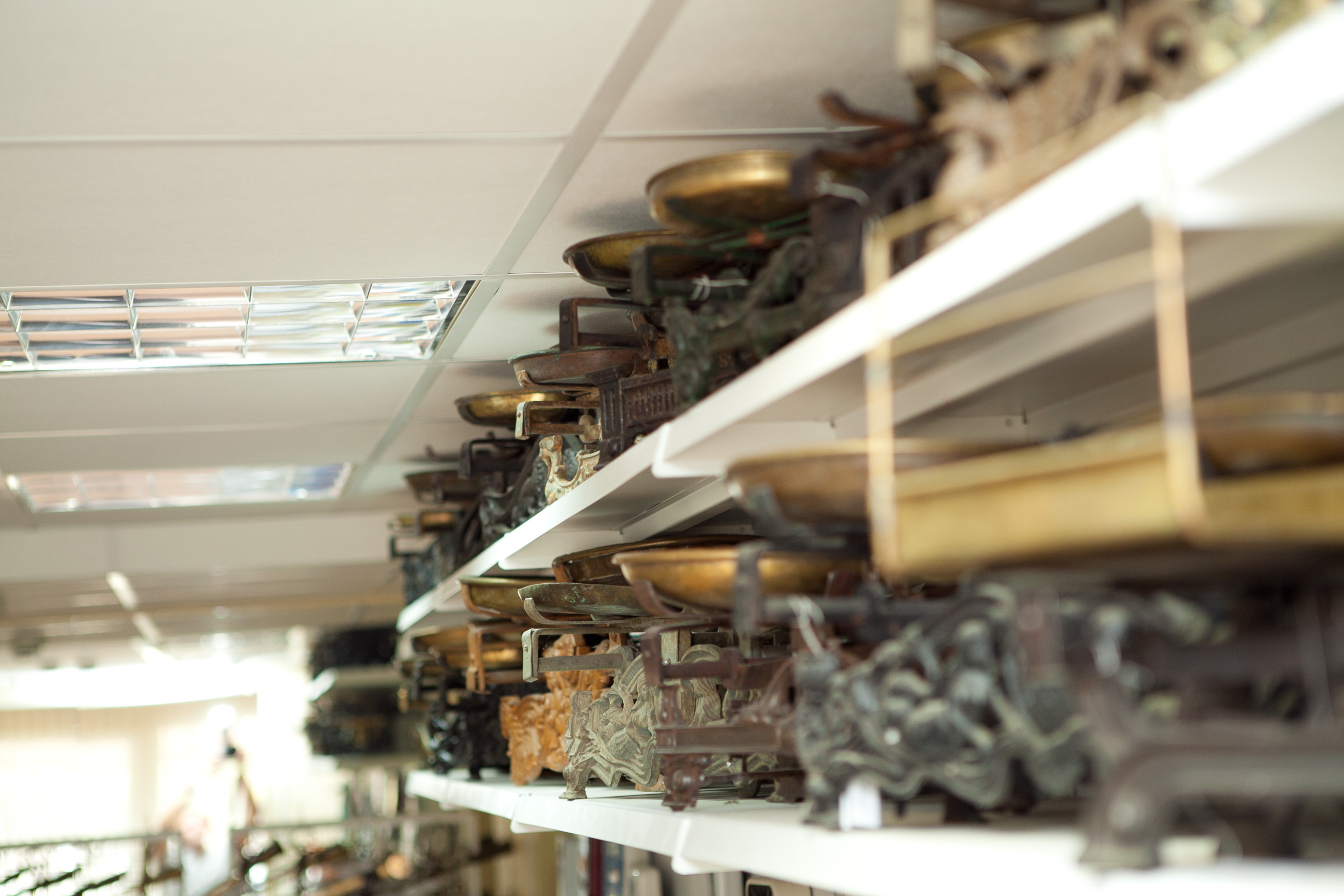
Весы торговые системы Беранже
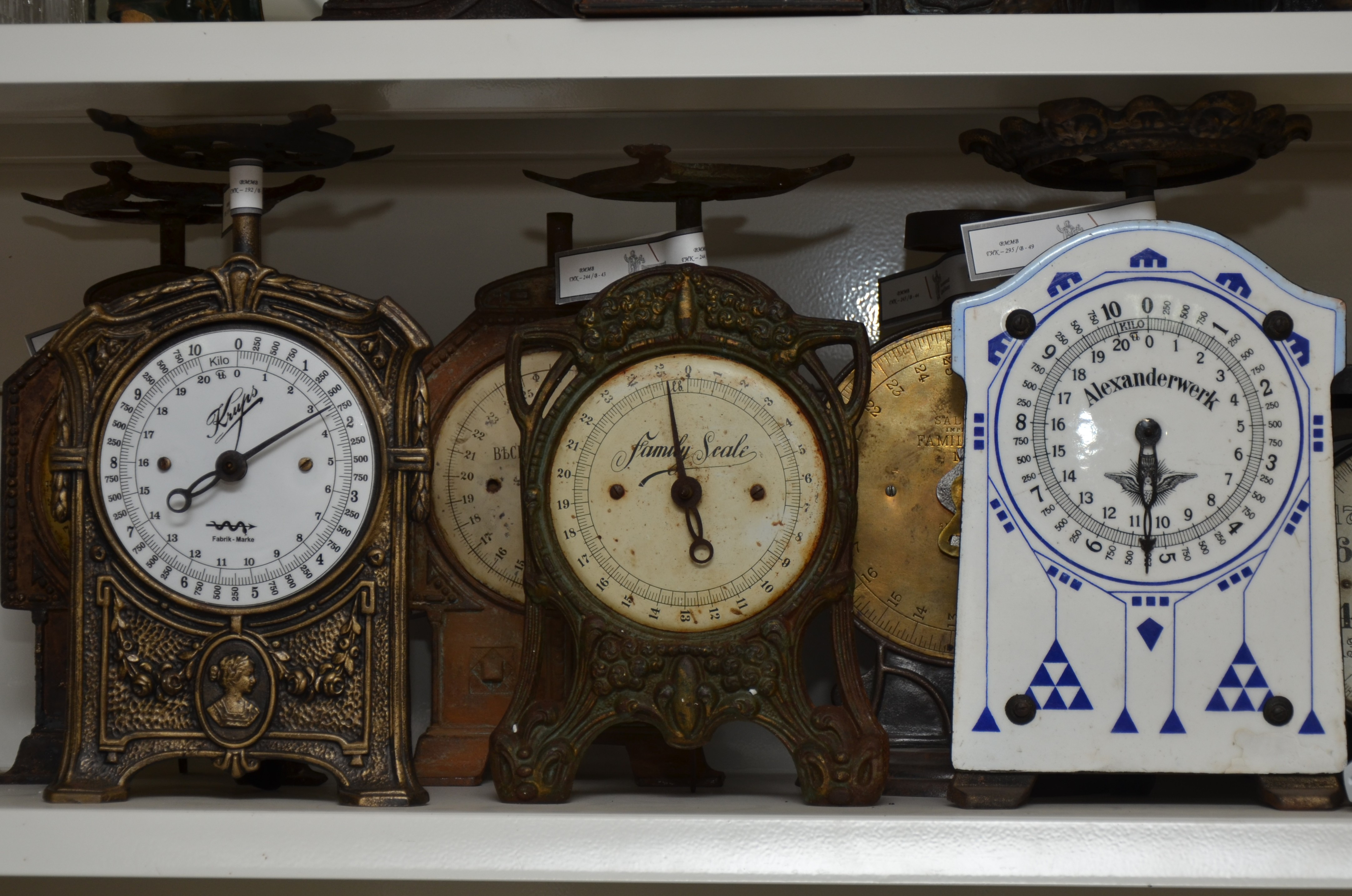
Кухонные пружинные весы
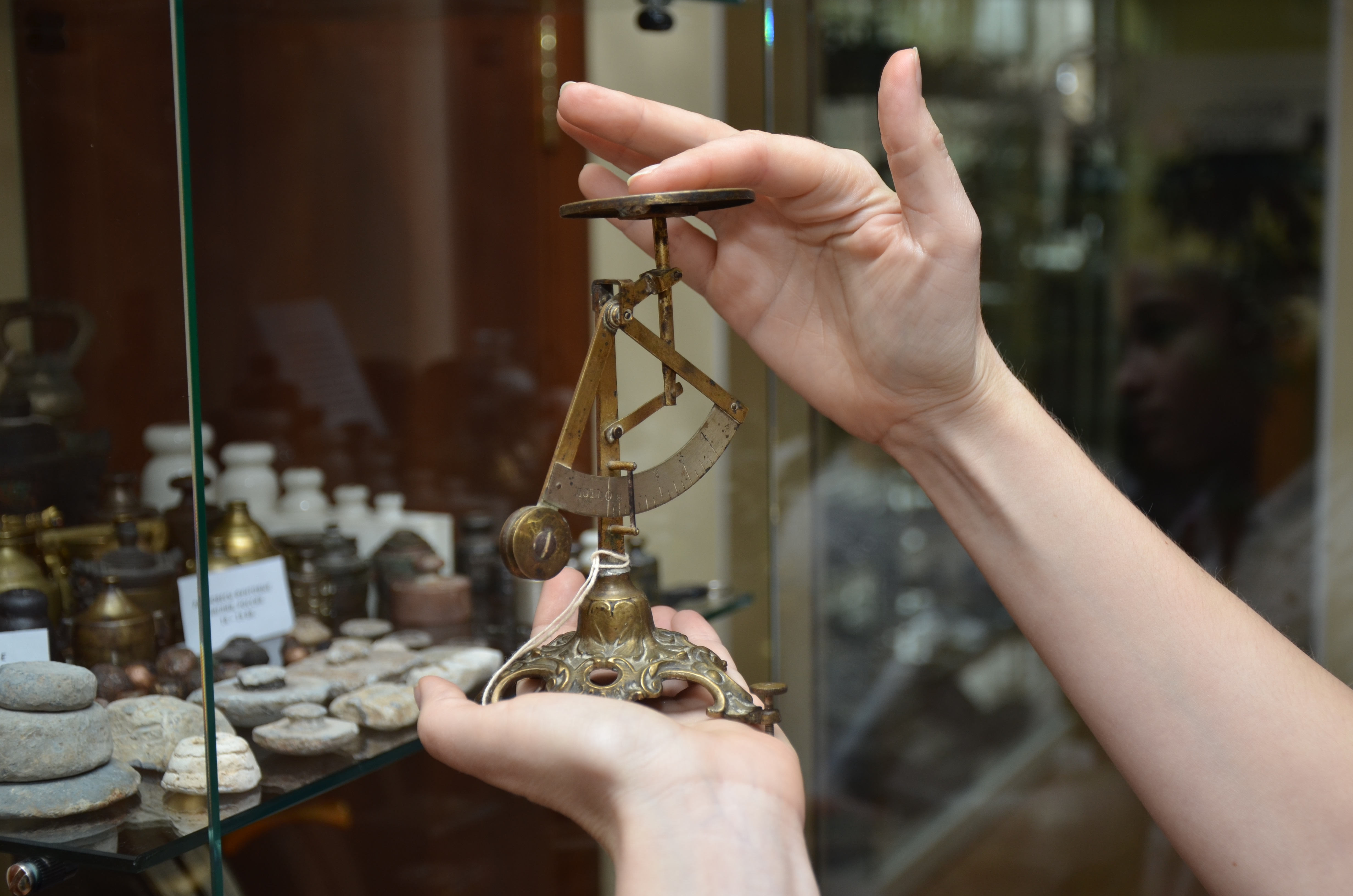
Весы почтовые маятниковые
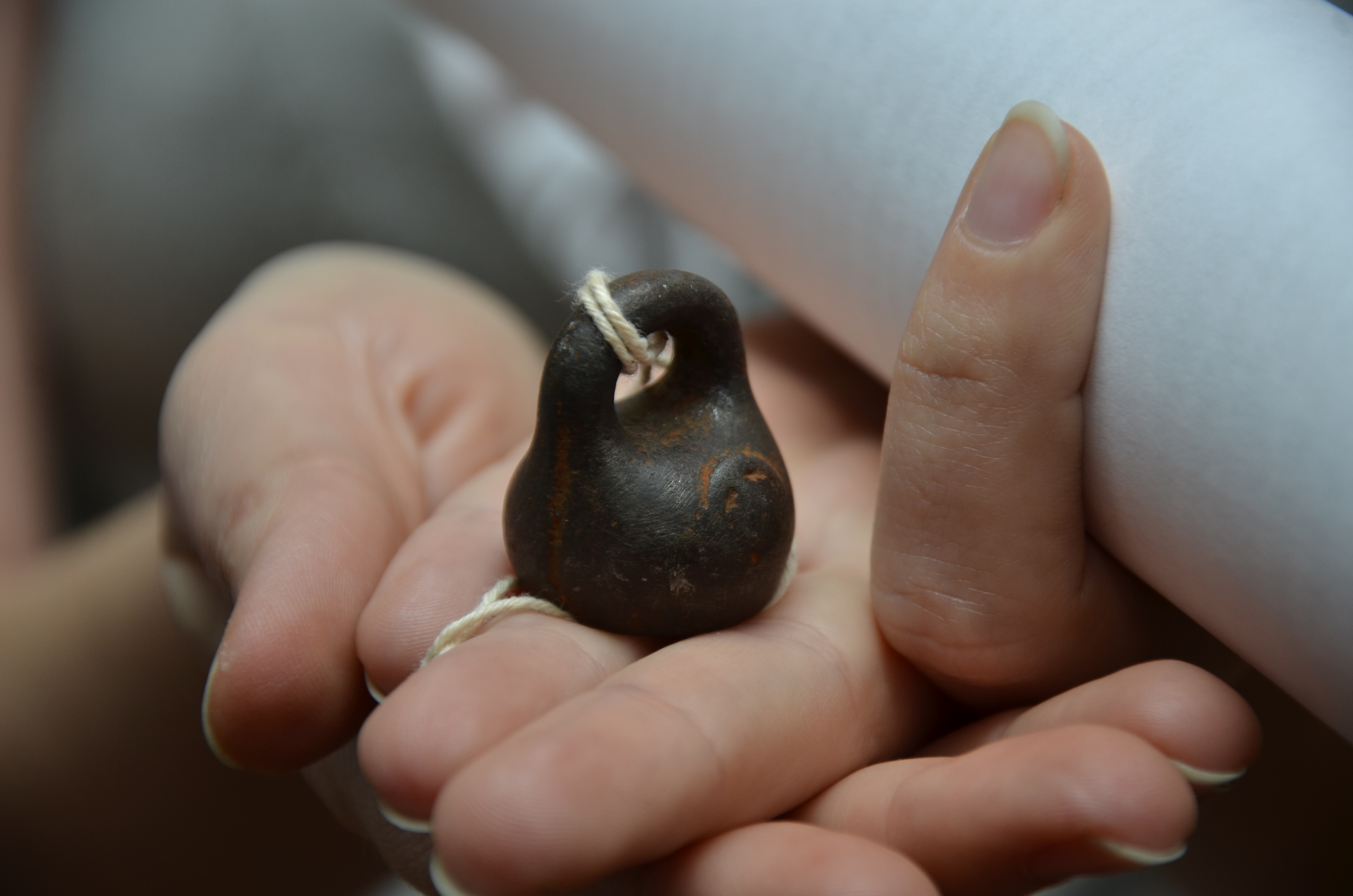
Чугунная гирька
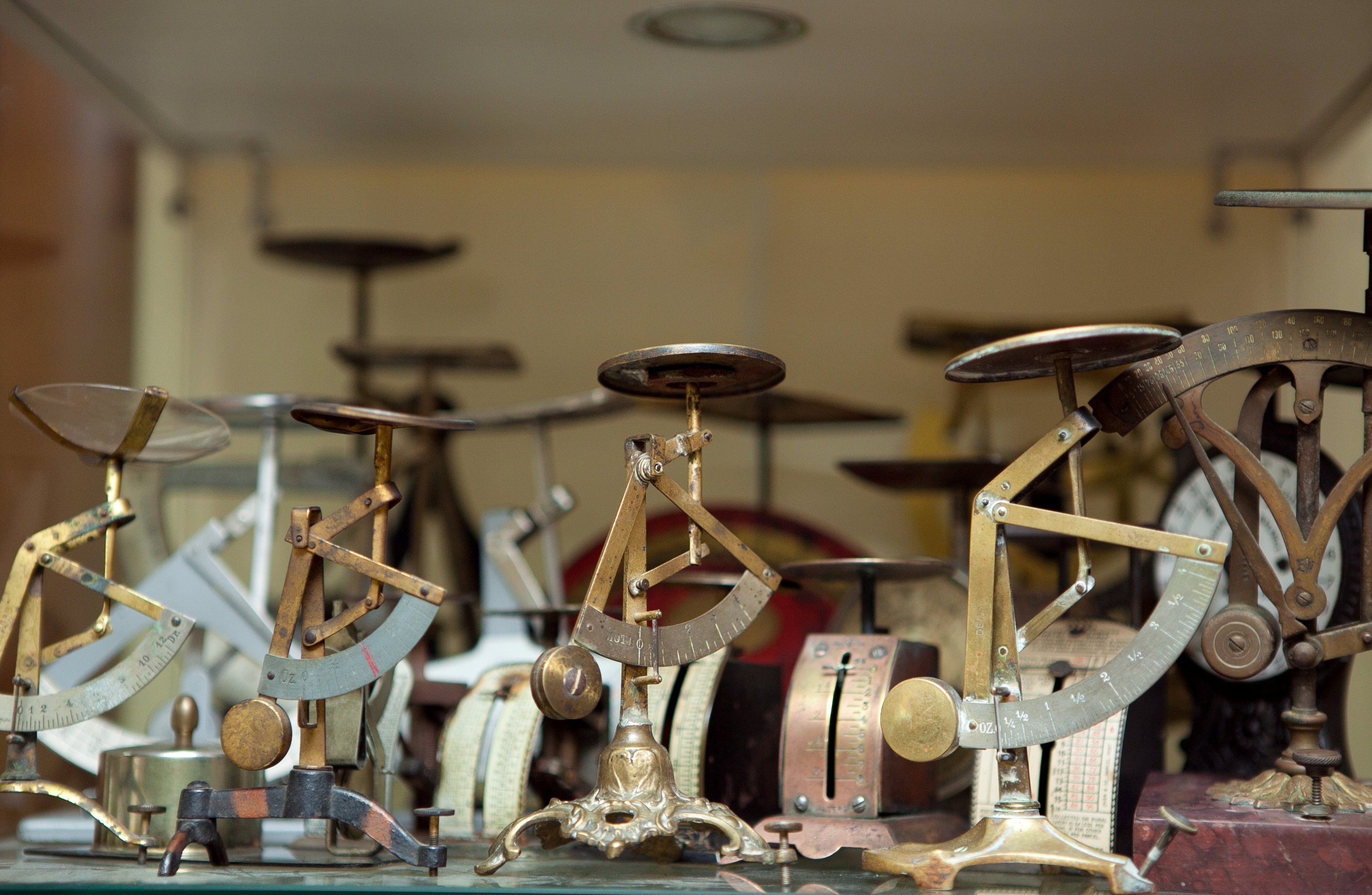
Почтовые весы
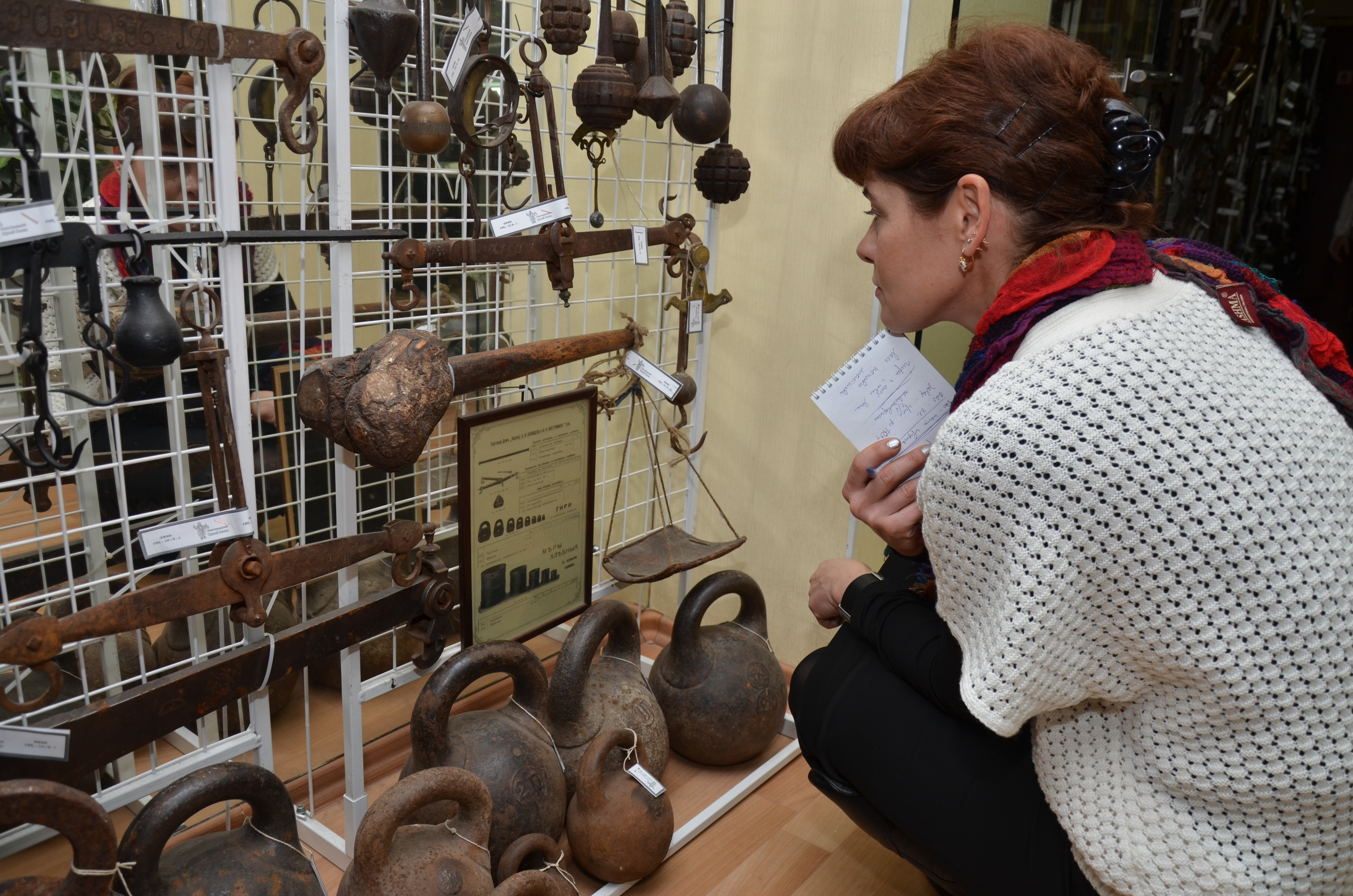
Безмены и гири в экспозиции музея
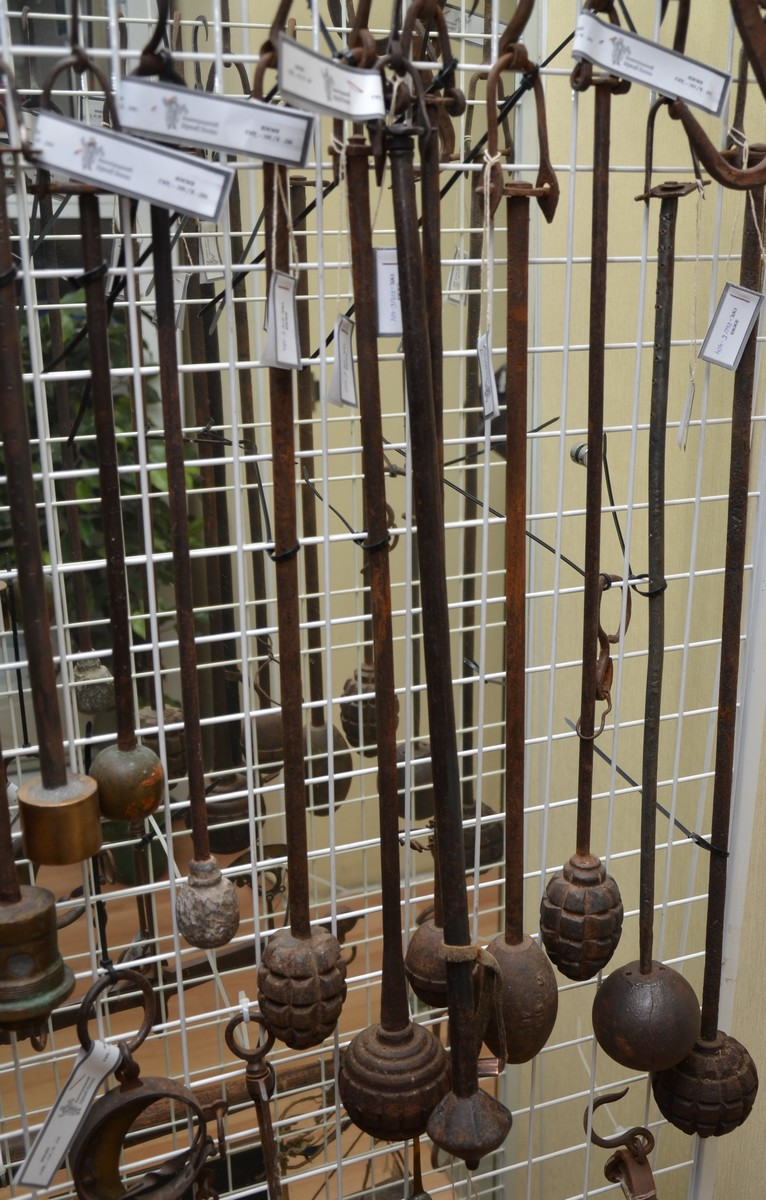
Безмены кустарного производства
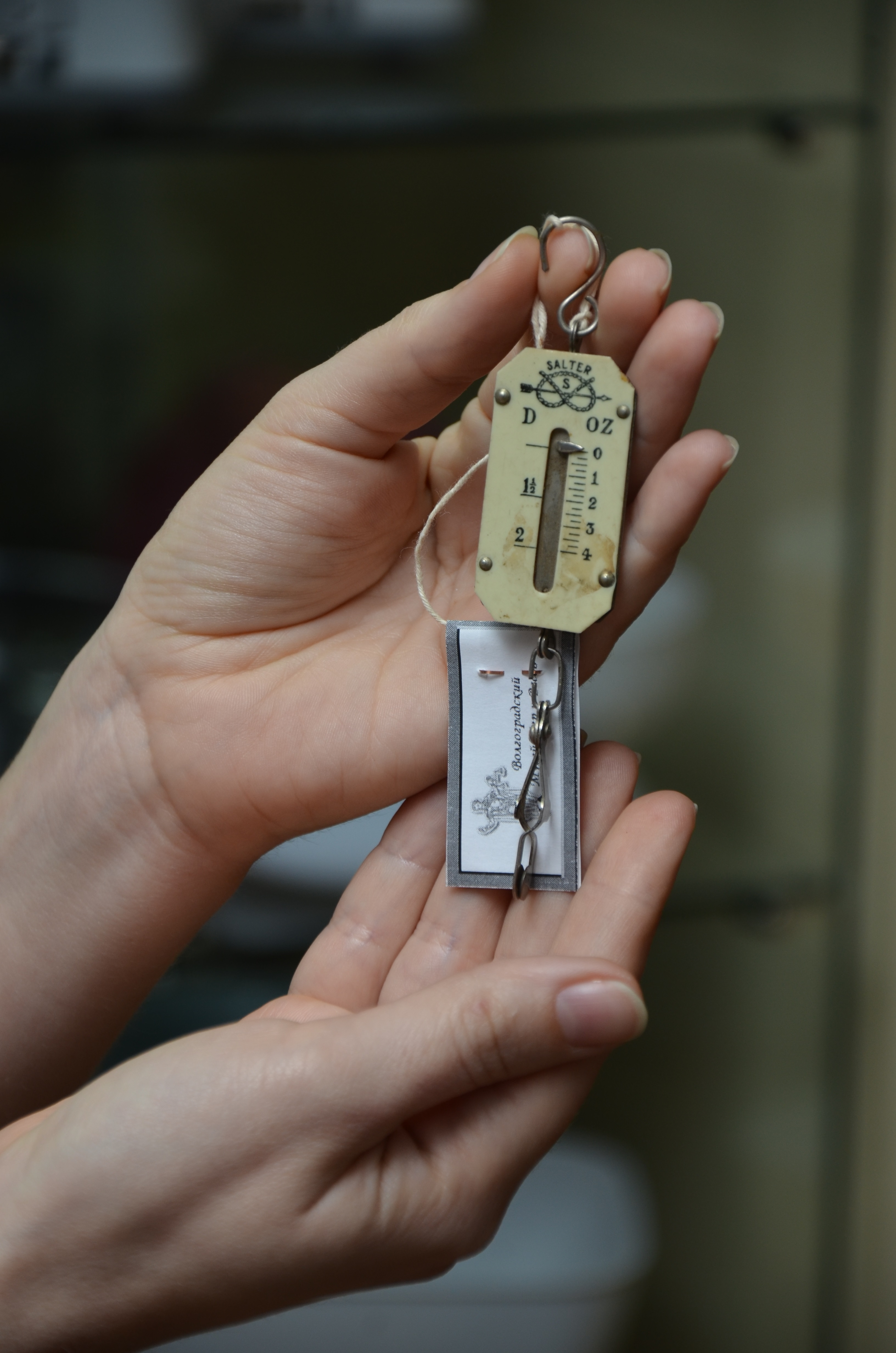
Безмен для писем
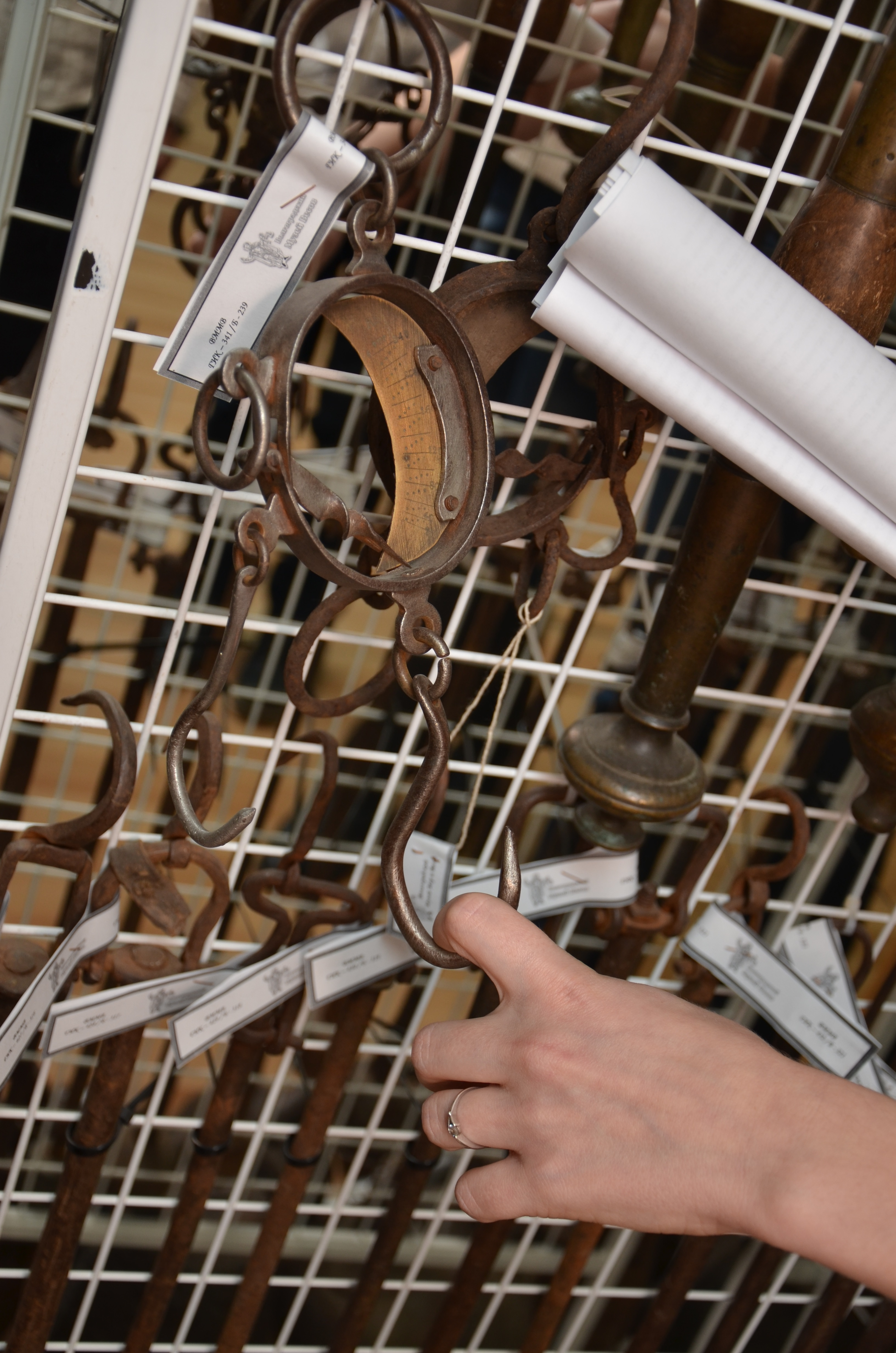
Кантарик
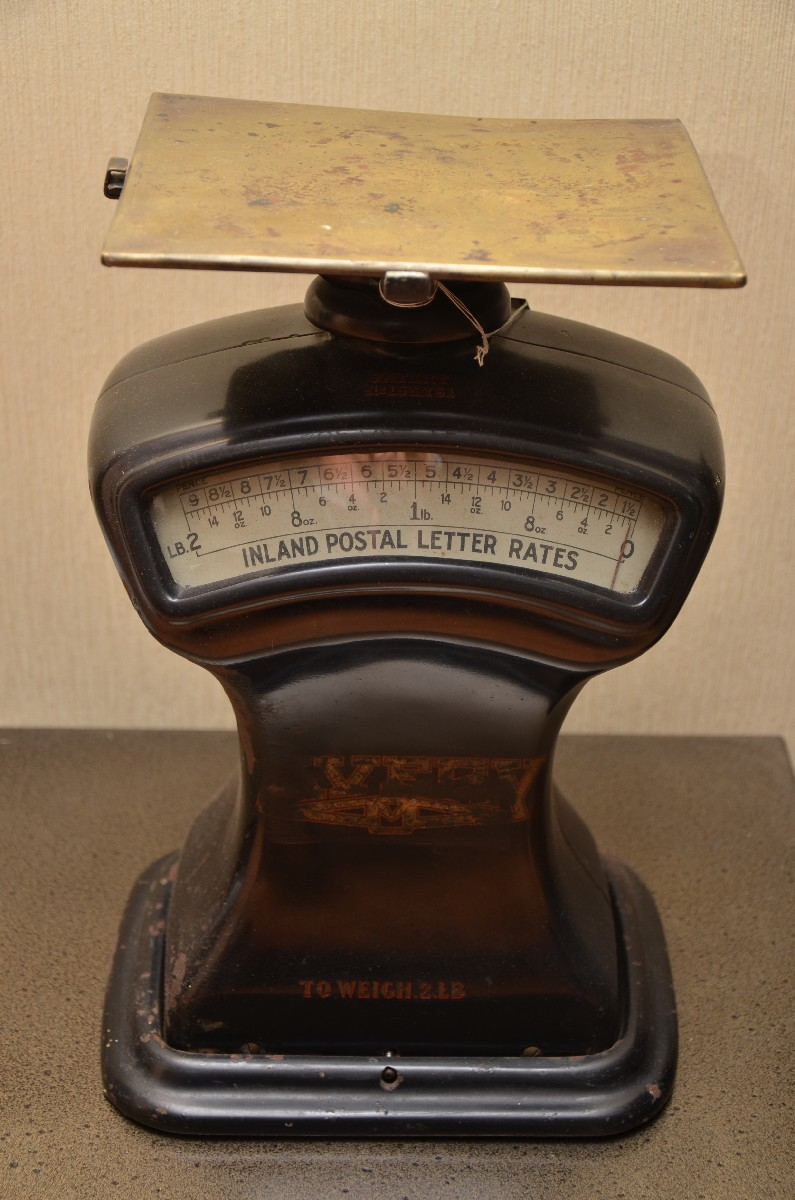
Весы для посылок
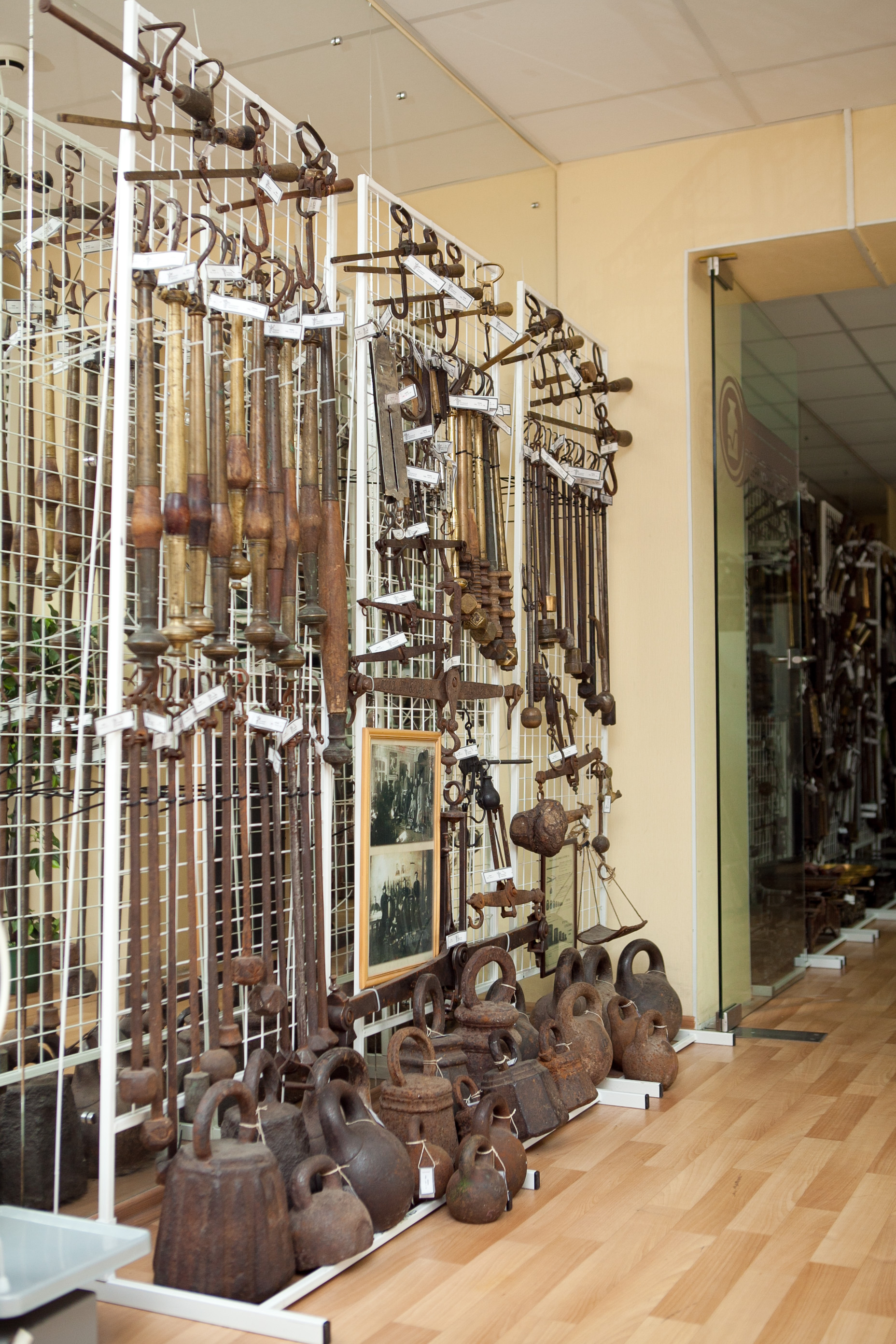
Экспозиция музея
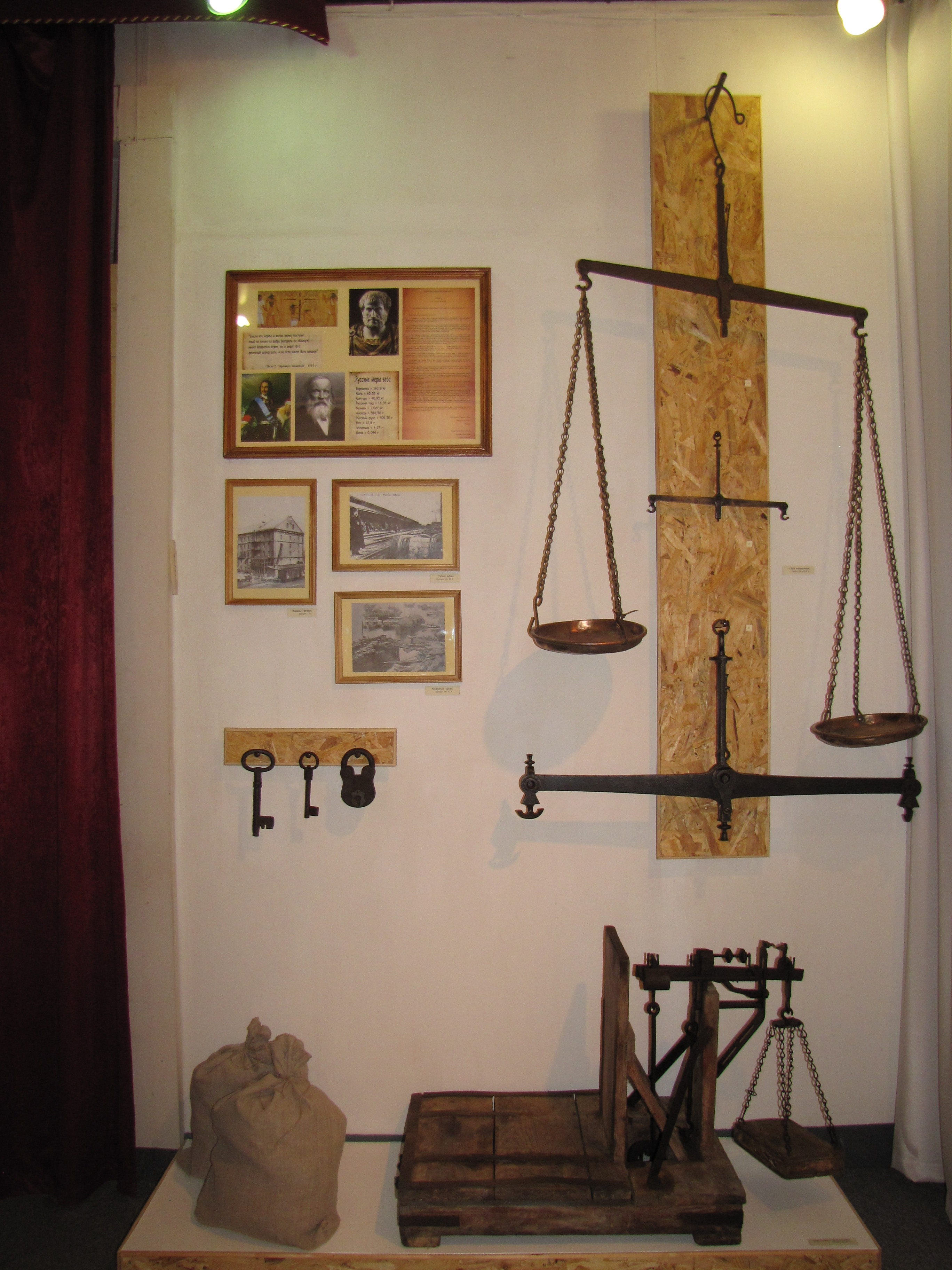
Выставка «История Царицына на чаше весов»

## Мероприятия
C 16 апреля по 15 июля 2013 года в Волгоградском Мемориально-историческом музее проходила выставка «История Царицына на чаше весов», основу которой составили предметы из коллекции Волгоградского завода весоизмерительной техники. Всего на выставке было представлено более 80 старинных безменов, весов и гирь из коллекции завода. За время работы временную экспозицию посмотрели около 2300 жителей Волгограда и гостей города.
25 сентября 2013 года в Волгоградском государственном социально-педагогическом университете открылась выставка "Старинные весы на карте мира". Временную экспозицию составили более 40 экспонатов музея мер и весов. Выставка завершила работу 12 декабря 2013 года.
С 3 апреля по 28 июня 2015 года в Волгоградском областном краеведческом музее была организована выставка "Почтовая связь: вчера, сегодня, завтра", часть экспозиции которой составили 16 весов для писем из коллекции музея мер и весов.